# Красавич
Красави́ч —  село в Україні, у Мелітопольськjve районі Запорізької області. Входить до складу Чкаловської сільської громади. 
У 2017 році помер останній мешканець села, а у 2018 році було демонтовано останній будинок.

## Географія
Село Красавич розташоване на відстані 1 км від села Зелений Луг та за 2,5 км від села Зелений Гай. Поруч проходить залізниця, станція 51 км за 4 км.
У селі є 1 вулиця Калініна.

## Історія
Село засноване 1928 року.
Село постраждало від Голодомору 1932—1933 років, організованого радянським урядом з метою винищення місцевого українського населення. Кількість встановлених жертв згідно з даними Державного архіву Запорізької області — 14 осіб.
У 1962-1965 роках належало до Михайлівського району Запорізької області, відтак у складі Веселівського району.

## Населення
Згідно з переписом УРСР 1989 року чисельність наявного населення села становила 39 осіб, з яких 14 чоловіків та 25 жінок.
За переписом населення України 2001 року в селі мешкало 5 осіб.
Останній мешканець помер у 2017 році.

### Мова
Розподіл населення за рідною мовою за даними перепису 2001 року:
| Мова       | Відсоток |
| ---------- | -------- |
| українська | 80,00 %  |
| російська  | 20,00 %  |